# Pedro Martínez Velez
Pedro Martínez Velez fou un músic compositor espanyol del segle xvii.
Va ser mestre de capella de les Descalzas Reales de Madrid, d'on passà a la catedral de Sevilla per a succeir a Luis Jerónimo Jalón en el magisteri.
Va deixar diverses obres en l'estil corejat de la seva època, de les que se'n conserven en l'arxiu d'El Escorial, algunes de 9 a 12 veus amb acompanyament d'arpes, llavors molt freqüent.